# Vahtijärvi
Vahtijärvi är en sjö i Pajala kommun i Norrbotten och ingår i Kalixälvens huvudavrinningsområde. Sjön har en area på 0,798 kvadratkilometer och ligger 144,1 meter över havet. Sjön avvattnas av vattendraget Myllyjoki.

## Delavrinningsområde
Vahtijärvi ingår i det delavrinningsområde (742492-181217) som SMHI kallar för Utloppet av Vahtijärvi. Medelhöjden är 162 meter över havet och ytan är 8,38 kvadratkilometer. Räknas de 4 avrinningsområdena uppströms in blir den ackumulerade arean 59,25 kvadratkilometer. Myllyjoki som avvattnar avrinningsområdet har biflödesordning 3, vilket innebär att vattnet flödar genom totalt 3 vattendrag innan det når havet efter 149 kilometer. Avrinningsområdet består mestadels av skog (67 procent) och sankmarker (18 procent). Avrinningsområdet har 0,8 kvadratkilometer vattenytor vilket ger det en sjöprocent på 9,6 procent.

## Kulturhistoria
Vid Vahtijärvi fanns ett skogssamiskt viste som fotograferades av Fredrik Svenonius 1892. På platsen fanns en klykstångskåta täckt med björknäver samt några förrådsställningar.